# Sigeberht của Wessex
Sigeberht (nghĩa đen: "Chiến thắng lẫy lừng") là vua của Wessex từ năm 756 đến năm 757.
Sigeberht kế vị người họ hàng xa của mình là Cuthred. Sau khi cầm quyền một năm, ông bị buộc tội vì hành vi trái pháp luật và bị tước quyền lực bởi witan, một hội đồng quý tộc. Hội đồng này do Cynewulf, người kế nhiệm Sigeberht lãnh đạo. Dù bị truất ngôi nhưng Sigeberht vẫn được trao quyền kiểm soát Hampshire. Ở đó, ông bị buộc tội giết người, bị đuổi đi và cuối cùng bị giết. Có thể việc này do Æthelbald của Mercia gây ra. Anh trai của ông là Cyneheard cũng bị đuổi đi, nhưng quay trở lại vào năm 786 để giết người kế nhiệm của Sigeberht là Cynewulf.